# Gmina Hagfors
Gmina Hagfors (szw. Hagfors kommun) – gmina w Szwecji, w regionie Värmland, z siedzibą w Hagfors.
Pod względem zaludnienia Hagfors jest 164. gminą w Szwecji. Zamieszkuje ją 13 496 osób, z czego 49,66% to kobiety (6702) i 50,34% to mężczyźni (6794). W gminie zameldowanych jest 431 cudzoziemców. Na każdy kilometr kwadratowy przypada 7,36 mieszkańca. Pod względem wielkości gmina zajmuje 45. miejsce.